# Liste der Gebietsänderungen in der Provinz Zeeland

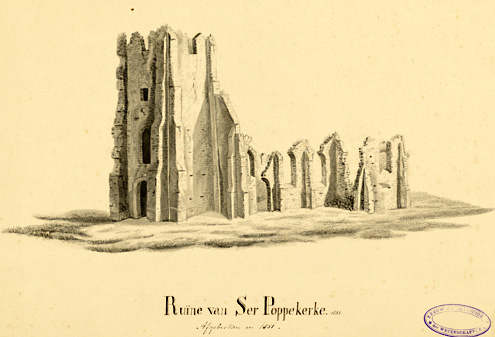
Die Ruine der Kirche zu Sirpoppekerke, ehemalige Gemeinde Westkapelle-Buiten en Sirpoppekerke, 1851 abgebrochen

Die Liste der Gebietsänderungen in der Provinz Zeeland enthält wichtige Änderungen der Gemeindegebiete in der niederländischen Provinz Zeeland in der Zeit vom 1. Januar 1812 bis heute. Dazu zählen unter anderem Zusammenschlüsse und Trennungen von Gemeinden, Eingliederungen von Gemeinden in eine andere, Änderungen des Gemeindenamens und größere Umgliederungen von Teilen einer Gemeinde in eine andere. Kleinere Änderungen werden nicht berücksichtigt.

## Legende
- Datum: juristisches Wirkungsdatum der Gebietsänderung
- Gemeinde vor der Änderung: Gemeinde vor der Gebietsänderung
- Maßnahme: Art der Änderung
- Gemeinde nach der Änderung: Gemeinde nach der Gebietsänderung

Die Sortierung erfolgt chronologisch nach dem Datum und nach der aufnehmenden oder neu gebildeten Gemeinde. Heute noch bestehende Gemeinden sind farbig unterlegt. Die Gemeinden, die die Provinz Zeeland verließen, sind rot unterlegt.

## Geschichte

### Französische Zeit
In der französischen Zeit gehörten die Gemeinden zum Département Bouches-de-l’Escaut. Abweichend hiervon gehörten die Gemeinden in Zeeuws Vlaanderen zum Département Escaut.

### Anzahl der Provinzen
Im Grundgesetz vom März 1814 wurde die (erneute) Bildung von 9 Provinzen mit Wirkung vom 1. Mai 1814 bekannt gegeben. Im Grundgesetz vom August 1815 wurde nach dem Hinzukommen des Gebiets, das später zum selbständigen Staat Belgien wurde, insgesamt 19 Provinzen benannt. Von diesen gehörten 10 zum Gebiet der heutigen Niederlande. Die Provinz Limburg wurde am 9. Oktober 1815 gebildet.
Offiziell wurde die Provinz Holland im Jahr 1840 in die neuen Provinzen Noord-Holland und Zuid-Holland aufgeteilt. In beiden Gebieten gab es allerdings bereits seit 1814 eine voneinander unabhängige selbständige Verwaltung. Von 1840 an gab es in den Niederlanden somit 11 Provinzen, bis im Jahr 1986 Flevoland hinzukam und zur bis heute gültigen Anzahl von 12 Provinzen führte.

## Gebietsänderungen
| Datum      | Gemeinde vor der Änderung | Maßnahme        | Gemeinde nach der Änderung             |
| ---------- | --- | --------------- | -------------------------------------- |
| 01.01.1813 | Brijdorpe Klaaskinderkerke Looperskapelle | Eingliederung   | Duivendijke                            |
| 01.01.1813 | Nieuwerkerke [Schouwen] Rengerskerke en Zuidland                                                                                               | Eingliederung   | Kerkwerve                              |
| 01.01.1813 | Capelle en Botland | Eingliederung   | Nieuwerkerk [Duiveland]                |
| 01.01.1813 | Vrijberge | Eingliederung   | Oud-Vossemeer                          |
| 01.01.1813 | Nieuw-Strijen | Eingliederung   | Poortvliet                             |
| 01.01.1816 | Fort Bath | Namensänderung  | Bath                                   |
| 01.01.1816 | Rilland en Bath, Bath | Umgliederung    | Bath                                   |
| 01.01.1816 | Westenschouwen | Eingliederung   | Burgh                                  |
| 01.01.1816 | Domburg-Binnen Domburg-Buiten | Zusammenschluss | Domburg                                |
| 01.01.1816 | Oost- en Middelzwake | Eingliederung   | ’s-Gravenpolder                        |
| 01.01.1816 | Buttinge en Zandvoort Grijpskerke en Poppendamme Hoogelande                                                                                    | Zusammenschluss | Grijpskerke                            |
| 01.01.1816 | Sinoutskerke en Baarsdorp | Eingliederung   | ’s-Heer Abtskerke                      |
| 01.01.1816 | Wissekerke | Eingliederung   | ’s-Heer Hendrikskinderen               |
| 01.01.1816 | Eversdijk | Eingliederung   | Kapelle                                |
| 01.01.1816 | Nieuwlande [Zuid-Beveland] | Eingliederung   | Krabbendijke                           |
| 01.01.1816 | Nieuwland [Walcheren] Sint Joosland | Eingliederung   | Nieuw- en Sint Joosland                |
| 01.01.1816 | Sirjansland | Eingliederung   | Oosterland                             |
| 01.01.1816 | Maire Rilland en Bath | Zusammenschluss | Rilland                                |
| 01.01.1816 | Westkerke | Eingliederung   | Scherpenisse                           |
| 01.01.1816 | Valkenisse [Zuid-Beveland] | Eingliederung   | Waarde                                 |
| 01.01.1816 | Westkapelle-Binnen Westkapelle-Buiten en Sirpoppekerke                                                                                         | Zusammenschluss | Westkapelle                            |
| 01.01.1816 | ’s-Gravenhoek Kampensnieuwland | Eingliederung   | Wissenkerke                            |
| 01.01.1835 | Oost-Souburg West-Souburg | Zusammenschluss | Oost- en West-Souburg                  |
| 01.01.1853 | Doel | Umgliederung    | Doel, Provinz Antwerpen, Belgien       |
| 01.01.1853 | Kieldrecht | Umgliederung    | Kieldrecht, Provinz Antwerpen, Belgien |
| 02.10.1857 | Kleverskerke | Eingliederung   | Arnemuiden                             |
| 02.10.1857 | ’s-Heer Hendrikskinderen | Eingliederung   | ’s-Heer Arendskerke                    |
| 02.10.1857 | Gapinge | Eingliederung   | Vrouwenpolder                          |
| 04.04.1866 | Bommenede | Eingliederung   | Zonnemaire                             |
| 15.07.1877 | Neuzen | Namensänderung  | Ter Neuzen                             |
| 01.01.1878 | Bath Rilland | Zusammenschluss | Rilland-Bath                           |
| 31.07.1880 | Heille Sint Anna ter Muiden | Eingliederung   | Sluis                                  |
| 01.07.1936 | Boschkapelle Hengstdijk Ossenisse Stoppeldijk                                                                                                  | Zusammenschluss | Vogelwaarde                            |
| 04.06.1940 | Ter Neuzen | Namensänderung  | Terneuzen                              |
| 01.01.1941 | Ede Sint Kruis | Eingliederung   | Aardenburg                             |
| 01.01.1941 | Schore | Eingliederung   | Kapelle                                |
| 01.04.1941 | Colijnsplaat Kats | Eingliederung   | Kortgene                               |
| 01.01.1961 | Dreischoor Noordgouwe Zonnemaire | Eingliederung   | Brouwershaven                          |
| 01.01.1961 | Nieuwerkerk [Duiveland] Oosterland Ouwerkerk                                                                                                   | Zusammenschluss | Duiveland                              |
| 01.01.1961 | Duivendijke Elkerzee Ellemeet Kerkwerve | Zusammenschluss | Middenschouwen                         |
| 01.01.1961 | Burgh Haamstede Noordwelle Renesse Serooskerke [Schouwen]                                                                                      | Zusammenschluss | Westerschouwen                         |
| 01.07.1966 | Oostkapelle | Eingliederung   | Domburg                                |
| 01.07.1966 | Aagtekerke Grijpskerke Meliskerke | Zusammenschluss | Mariekerke                             |
| 01.07.1966 | Nieuw- en Sint Joosland Sint Laurens | Eingliederung   | Middelburg                             |
| 01.07.1966 | Biggekerke Koudekerke [Walcheren] Zoutelande                                                                                                   | Zusammenschluss | Valkenisse [Walcheren]                 |
| 01.07.1966 | Serooskerke [Walcheren] Vrouwenpolder | Eingliederung   | Veere                                  |
| 01.07.1966 | Oost- en West-Souburg Ritthem | Eingliederung   | Vlissingen                             |
| 01.01.1970 | Baarland Borssele Driewegen Ellewoutsdijk ’s-Gravenpolder ’s-Heer Abtskerke ’s-Heerenhoek Heinkenszand Hoedekenskerke Nisse Oudelande Ovezande | Zusammenschluss | Borsele                                |
| 01.01.1970 | ’s-Heer Arendskerke Gebietsteile | Umgliederung    | Borsele                                |
| 01.01.1970 | Kattendijke Kloetinge Wolphaartsdijk | Eingliederung   | Goes                                   |
| 01.01.1970 | ’s-Heer Arendskerke Gebietsteile | Umgliederung    | Goes                                   |
| 01.01.1970 | Wemeldinge | Eingliederung   | Kapelle                                |
| 01.01.1970 | Krabbendijke Kruiningen Rilland-Bath Waarde Yerseke                                                                                            | Zusammenschluss | Reimerswaal                            |
| 01.01.1970 | Biervliet Hoek Zaamslag | Eingliederung   | Terneuzen                              |
| 01.04.1970 | Koewacht Overslag Zuiddorpe | Eingliederung   | Axel                                   |
| 01.04.1970 | Vogelwaarde | Eingliederung   | Hontenisse                             |
| 01.04.1970 | Clinge Grauw en Langendam Sint Jansteen | Eingliederung   | Hulst                                  |
| 01.04.1970 | Breskens Cadzand Groede Hoofdplaat Nieuwvliet Schoondijke Waterlandkerkje IJzendijke Zuidzande                                                 | Eingliederung   | Oostburg                               |
| 01.04.1970 | Philippine Westdorpe | Eingliederung   | Sas van Gent                           |
| 01.04.1970 | Retranchement | Eingliederung   | Sluis                                  |
| 01.07.1971 | Oud-Vossemeer Poortvliet Scherpenisse Sint Annaland Sint Maartensdijk Stavenisse                                                               | Eingliederung   | Tholen                                 |
| 01.01.1995 | Kortgene Wissenkerke | Zusammenschluss | Noord-Beveland                         |
| 01.01.1995 | Aardenburg Sluis | Zusammenschluss | Sluis-Aardenburg                       |
| 01.01.1995 | Sint Philippsland | Eingliederung   | Tholen                                 |
| 01.01.1997 | Arnemuiden | Eingliederung   | Middelburg                             |
| 01.01.1997 | Brouwershaven Bruinisse Duiveland Middenschouwen Westerschouwen Zierikzee                                                                      | Zusammenschluss | Schouwen-Duiveland                     |
| 01.01.1997 | Domburg Mariekerke Valkenisse [Walcheren] Westkapelle                                                                                          | Eingliederung   | Veere                                  |
| 01.01.2003 | Hontenisse | Eingliederung   | Hulst                                  |
| 01.01.2003 | Oostburg Sluis-Aardenburg | Zusammenschluss | Sluis                                  |
| 01.01.2003 | Axel Sas van Gent | Eingliederung   | Terneuzen                              |

## Anzahl der Gemeinden
Die Angabe zum 4. Oktober 1830 bezieht sich auf die Trennung Belgiens von den Niederlanden. Die weiteren Zahlen beziehen sich auf die Situation nach den Reformen zum angegebenen Zeitpunkt.
| Datum      | Gemeinden |
| ---------- | --------- |
| 04.10.1830 | 120       |
| 01.01.1835 | 119       |
| 01.01.1853 | 117       |
| 02.10.1857 | 114       |
| 04.04.1866 | 113       |
| 01.01.1878 | 111       |
| 31.07.1880 | 110       |
| 01.07.1936 | 107       |
| 01.01.1941 | 104       |
| 01.04.1941 | 102       |

| Datum      | Gemeinden |
| ---------- | --------- |
| 01.01.1961 | 90        |
| 01.07.1966 | 78        |
| 01.01.1970 | 55        |
| 01.04.1970 | 36        |
| 01.07.1971 | 30        |
| 01.01.1995 | 27        |
| 01.01.1997 | 17        |
| 01.01.2003 | 13        |